# Europacup II hockey vrouwen 1997
De 7de editie van de Europacup II voor vrouwen werd gehouden van 28 maart tot en met 31 maart 1997 in Utrecht. Er deden acht teams mee, verdeeld over twee poules. Kampong won deze editie van de Europacup II.

## Poule-indeling

### Poule A
- Ipswich HC
- Amiens SC
- Pegasus LHC
- Tekstilschik Vyiazniki

### Poule B
- Rüsselsheimer RK
- Kampong
- CD Terrassa
- Edinburgh HC

## Poulewedstrijden

### Vrijdag 28 maart 1997
- A Ipswich - Tekstilschik 3-0
- A Amiens - Pegasus 1-1
- B Russelsheimer - Edinburgh 4-1
- B Kampong - CD Terrassa 8-1

### Zaterdag 29 maart 1997
- A Ipswich - Pegasus 4-0
- A Amiens - Tekstilschik 2-7
- B Russelsheimer - CD Terrassa 4-1
- B Kampong - Edinburgh 0-0

### Zondag 30 maart 1997
- A Pegasus - Tekstilschik 6-1
- A Ipswich - Amiens 6-0
- B CD Terrassa - Edinburgh 2-5
- B Russelsheimer - Kampong 0-2

## Uitslag poules

### Uitslag poule A
1. Ipswich
2. Pegasus
3. Tekstilschik
4. Amiens

### Uitslag poule B
1. Kampong
2. Russelsheimer
3. Edinburgh
4. CD Terrassa

## Finales

### Maandag 31 maart 1997
- 5th-7th place Tekstilschik - CD Terrassa 3-1
- 5th-7th place Amiens - Edinburgh
- 3rd-4th place Russelsheimer - Pegasus 1-5
- 1st-2nd place Ipswich - Kampong 1-4

## Einduitslag
1.  Kampong 

2.  Ipswich HC 

3.  Pegasus HC 

4.  Russelsheimer RK 

5.  Edinburgh 

5.  Tekstilschik Vyiazniki 

7.  Amiens SC 

7.  CD Terrassa 

Mannen:
1990 ·
Terrassa 1991 ·
Vught 1992 ·
Birmingham 1993 ·
Terrassa 1994 ·
Cagliari 1995 ·
Den Haag 1996 ·
Reading 1997 ·
's-Hertogenbosch 1998 ·
Amsterdam 1999 ·
Terrassa 2000 ·
's-Hertogenbosch 2001 ·
Eindhoven 2002 ·
Terrassa 2003 ·
Eindhoven 2004 ·
Lille 2005 ·
Reading 2006 ·
Madrid 2007 

Opgegaan in de Euro Hockey League
Vrouwen:
1991 ·
Vught 1992 ·
Birmingham 1993 ·
Cardiff 1994 ·
Groningen 1995 ·
Rotterdam 1996 ·
Utrecht 1997 ·
Leuven 1998 ·
Terrassa 1999 ·
Keulen 2000 ·
Rome 2001 ·
Ourense 2002 ·
Rotterdam 2003 ·
Laren 2004 ·
Keulen 2005 ·
Edinburgh 2006 ·
Madrid 2007 ·
Parijs 2008 ·
Manchester 2009

Opgegaan in de Europcacup I